# Боброва (Підляське воєводство)
Боброва (пол. Bobrowa) — село в Польщі, у гміні Заблудів Білостоцького повіту Підляського воєводства.
Населення — 71 особа (2011).
У 1975-1998 роках село належало до Білостоцького воєводства.

## Демографія
Демографічна структура станом на 31 березня 2011 року:
|          | Загалом | Допрацездатний вік | Працездатний вік | Постпрацездатний вік |
| -------- | ------- | ------------------ | ---------------- | -------------------- |
| Чоловіки | 38      | 7                  | 29               | 2                    |
| Жінки    | 33      | 0                  | 24               | 9                    |
| Разом    | 71      | 7                  | 53               | 11                   |